# Mundialito per club di beach soccer 2015
Il Mundialito per club di beach soccer 2015 è la 4ª edizione di questo torneo.

## Squadre partecipanti
Sono otto le squadre che partecipano all’edizione di quest’anno, come in quella precedente:
| Gruppo A      | Gruppo B    |
| ------------- | ----------- |
| Vasco da Gama | Barcellona  |
| Corinthians   | Al-Ahli     |
| Flamengo      | Sporting CP |
| Fluminense    | Levante     |

## Fase a gironi
Il sorteggio per i due giorni è stato effettuato il 21 ottobre 2013.

### Gruppo A
| Squadra       | G | V | V+ | P | GF | GS | GD | Pnt |
| ------------- | - | - | -- | - | -- | -- | -- | --- |
| Vasco da Gama | 3 | 3 | 0  | 0 | 16 | 7  | +9 | 9   |
| Fluminense    | 3 | 2 | 0  | 1 | 11 | 8  | +3 | 6   |
| Corinthians   | 3 | 1 | 0  | 2 | 14 | 17 | -3 | 3   |
| Flamengo      | 3 | 0 | 0  | 3 | 8  | 17 | -9 | 3   |

### Gruppo B
| Squadra     | G | V | V+ | P | GF | GS | GD | Pnt |
| ----------- | - | - | -- | - | -- | -- | -- | --- |
| Barcelona   | 3 | 2 | 1  | 0 | 15 | 11 | +4 | 8   |
| Al-Ahli     | 3 | 2 | 0  | 1 | 16 | 12 | +4 | 6   |
| Sporting CP | 3 | 1 | 0  | 2 | 18 | 20 | -2 | 3   |
| Levante     | 3 | 0 | 0  | 3 | 12 | 18 | -6 | 0   |

## Finali

### Semifinali
| Squadra 1     | Risultato     | Squadra 2  |
| ------------- | ------------- | ---------- |
| Barcellona    | 2-2 (1-0 dcr) | Al-Ahli    |
| Vasco da Gama | 5-2           | Fluminense |

### Finale 3º - 4º posto
| Squadra 1 | Risultato     | Squadra 2  |
| --------- | ------------- | ---------- |
| Al-Ahli   | 4-4 (1-0 dcr) | Fluminense |

### Finale
| Squadra 1  | Risultato     | Squadra 2     |
| ---------- | ------------- | ------------- |
| Barcellona | 4-4 (1-0 dcr) | Vasco da Gama |